# Game Center
Game Center是一個由苹果公司所創立的線上多人競賽網路遊戲中心。它允許用戶邀請好友進行遊戲，或者透過線上配對來進行多人遊戲。 Game Center會記錄玩家的遊戲成績，還有一個玩家英雄榜，將遊戲玩家的戰績排名。Game Center最初於2010年4月8日發表，同年9月8日和11月，分別正式推出適用於iOS 4.1和使用iOS 4.2系統的iPad的軟體版本。Game Center為配合iOS 5系統，於2011年10月進行了一次重大的更新，並開始支援回合制比賽。从iOS10开始，Game Center将不再以应用的形式出现，而转为一种服务。
2012年2月16日，苹果公司宣布Game Center將整合到Mac OS X的最新版本—Mountain Lion中，並於7月25日發行。有些遊戲現在可以共享Mac和iOS系統中線上多人遊戲的功能。
透過GameKit，除了線上遊戲的功能外，玩家也可以利用 iOS 4.1系統、 Mac OS X 10.8系統或者更高階的系統自己開發遊戲。另外，使用 Game  Center遊戲的玩家，其電子器材必須符合以下：
1. iPod Touch：必須為 iPod Touch第二代或是更新的設備，而其內建系統必須是iOS4.1或是更高的版本。
2. iPhone：必須是iPhone 3GS或是更新更高階的手機，而其內建系統為iOS4.1或是更新的版本。
3. iPad：不管型號只要其內建系統為iOS 4.2或更進階的版本或iPadOS皆可以使用。
4. Mac：只要運作系統為OS X 10.8 Mountain Lion或是更高階系統皆可使用。
5. Apple TV：必須是Apple TV 4或是更新更高階的机顶盒，而其內建系統必須是tvOS 9（基于iOS 9）或是更高的版本。
6. Apple Watch：只要運作系統為watch OS 3或是更高階系統皆可使用。

## 历史
苹果公司在2008年7月10日推出App Store后，游戏成为iOS平台的重要组成部分。不同于市场上现有的控制台系统，苹果没有在其平台上提供统一的多人游戏与社交系统。这片空白领域很快就由第三方厂商占领，如OpenFeint、Plus+、AGON Online和Scoreloop。多家第三方厂商控制了整个在线游戏平台，导致了极其混乱的用户体验。
2010年4月8日，Apple在一次iOS 4預覽活動時公開了Game Center功能。同年8月，發布供給遊戲開發者的試用版。2010年9月8日，Game Center和用於iPhone 4、iPhone 3GS、第二到第四代的iPod Touch的iOS 4.1及用於iPad的iOS 4.2同時推出。
在iOS 5上的新版Game Center新增了回合制比賽、玩家照片、朋友建议以及成就点数等特色功能。与iPhone 5同时发布的iOS 5上的最新特性就是Game Center。在选择Game Center游戏后，Game Center将在后台运行，多次提示玩家保持与Game Center的连接。
iOS 6上新版的Game Center更增加排行榜這項功能。玩家可以挑戰其他的玩家來使自己的分數排名提前，從中得到成就点数。
iOS 7上的Game Center被重新设计。
iOS 10和macOS Sierra上的Game Center不再以独立应用的形式出现，而转为一种服务内置在系统中。

## 特色
在 Game Center 中，玩家可以和朋友聊天、發送好友請求、玩遊戲及多人在線遊戲。好友最多人數只能到500人。有些遊戲設有成就系統，通過特定的任務，玩家就可以獲得點數。遊戲中，玩家還可以和自己的朋友及世界各地的玩家比較自己的分數排名。
許多iOS遊戲都使用 Game Center，但玩家可以依照自己的喜好來選擇其應用程式是否要安裝Game Center 的全部功能：
- 排行榜：玩家可以和自己的好友及其他來自世界各地的玩家比較排名。
- 成就：玩家得到點數是Game Center成就追蹤系統中的一部份，玩家通過特定遊戲中的挑戰來賺取點數。 玩家不能將點數用於其他用途。Game Center讓玩家可以和好友比較各自的成就及增加玩家的互動。
- 多人遊戲：可以舉行即時的遊戲比賽、好友對戰，也可以由系統隨機抽取世界上的玩家進行比賽。

## 用户信息

### 昵称
昵称（或别名）是玩家在Game Center的用户名 。昵称被限制为670个字符。它必须是唯一的，但允许玩家随时在账户设置中进行修改。 昵称可作为搜索中的一个条件进行好友查找。

### Apple ID
玩家必须建立一个的与 Apple ID相关联的 Game Center的昵称。玩家可以选择在 Game Center 内创建一个Apple ID。

### 积分
授予玩家的积分是 Game Center 成就系统的一部分。玩家可以赚取积分，以满足特定游戏中的挑战。

### 档案
每个玩家都在 Game Center 中拥有自己的档案。档案包括玩家的昵称，玩家与 Game Center 兼容的游戏数量，好友数量，成就点数，和（iOS 5或以后版本中）一张可选的头像，还有玩家定义的状态。